# Acroneuria zhejiangensis
Acroneuria zhejiangensis är en bäcksländeart som beskrevs av Yang, D. och C. Yang 1995. Acroneuria zhejiangensis ingår i släktet Acroneuria och familjen jättebäcksländor. Inga underarter finns listade i Catalogue of Life.